# أليونا لانسكايا
أليونا لانسكايا هي مغنية بيلاروسية ولدت في 7 سبتمبر 1985.

## روابط خارجية
أليونا لانسكايا على موقع IMDb (الإنجليزية)
- أليونا لانسكايا على موقع ميوزك برينز (الإنجليزية)
- أليونا لانسكايا على موقع أول ميوزيك (الإنجليزية)
- أليونا لانسكايا على موقع ديسكوغز (الإنجليزية)